# Androsace chamaejasme
Androsace chamaejasme (укр. Переломник жасминоподібний) — один з видів роду переломник (Androsace) родини первоцвітові (Primulaceae). Належить до секції Chamaejasme.

## Загальна біоморфологічна характеристика

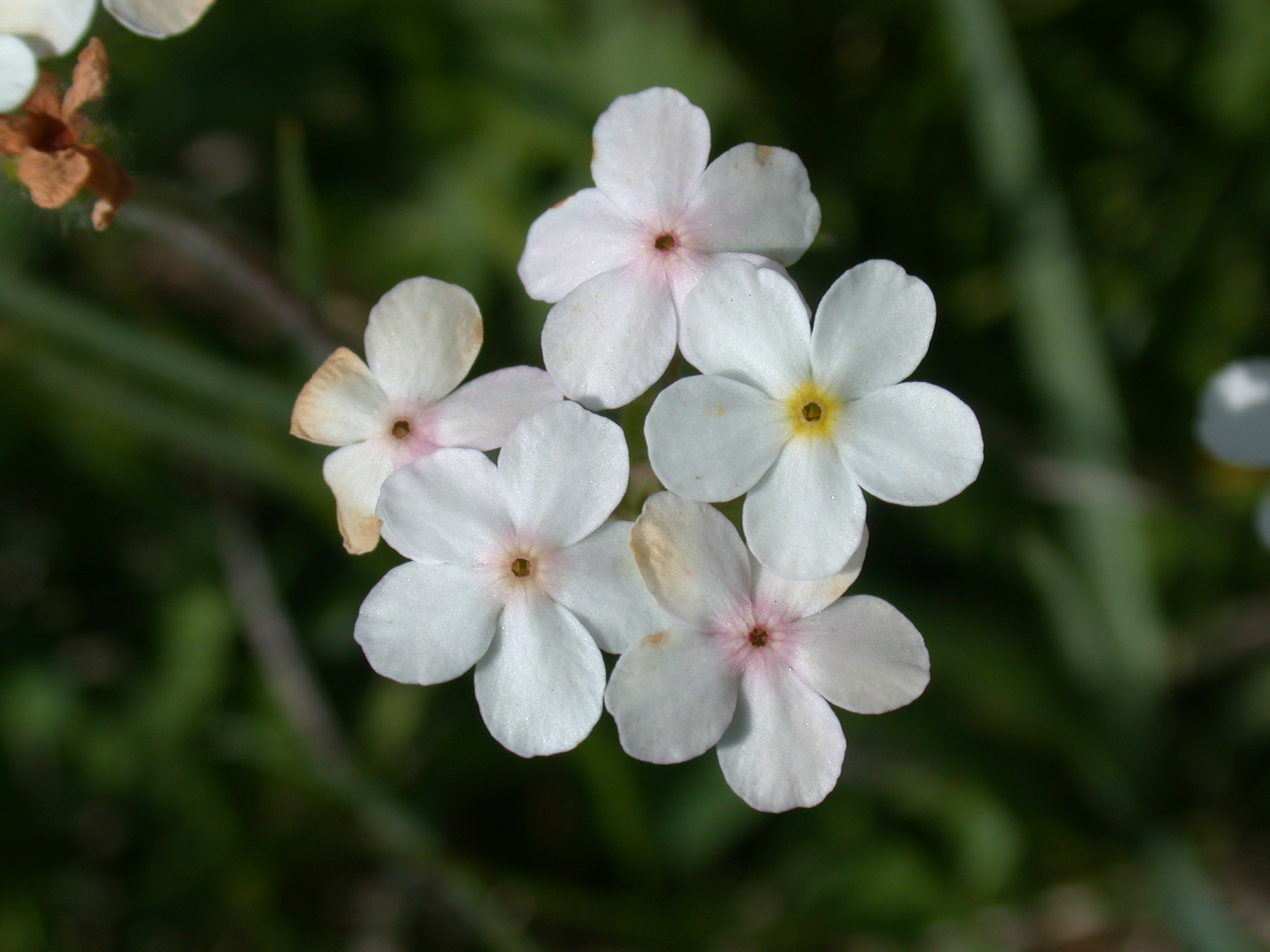
Квітки переломника жасминоподібного

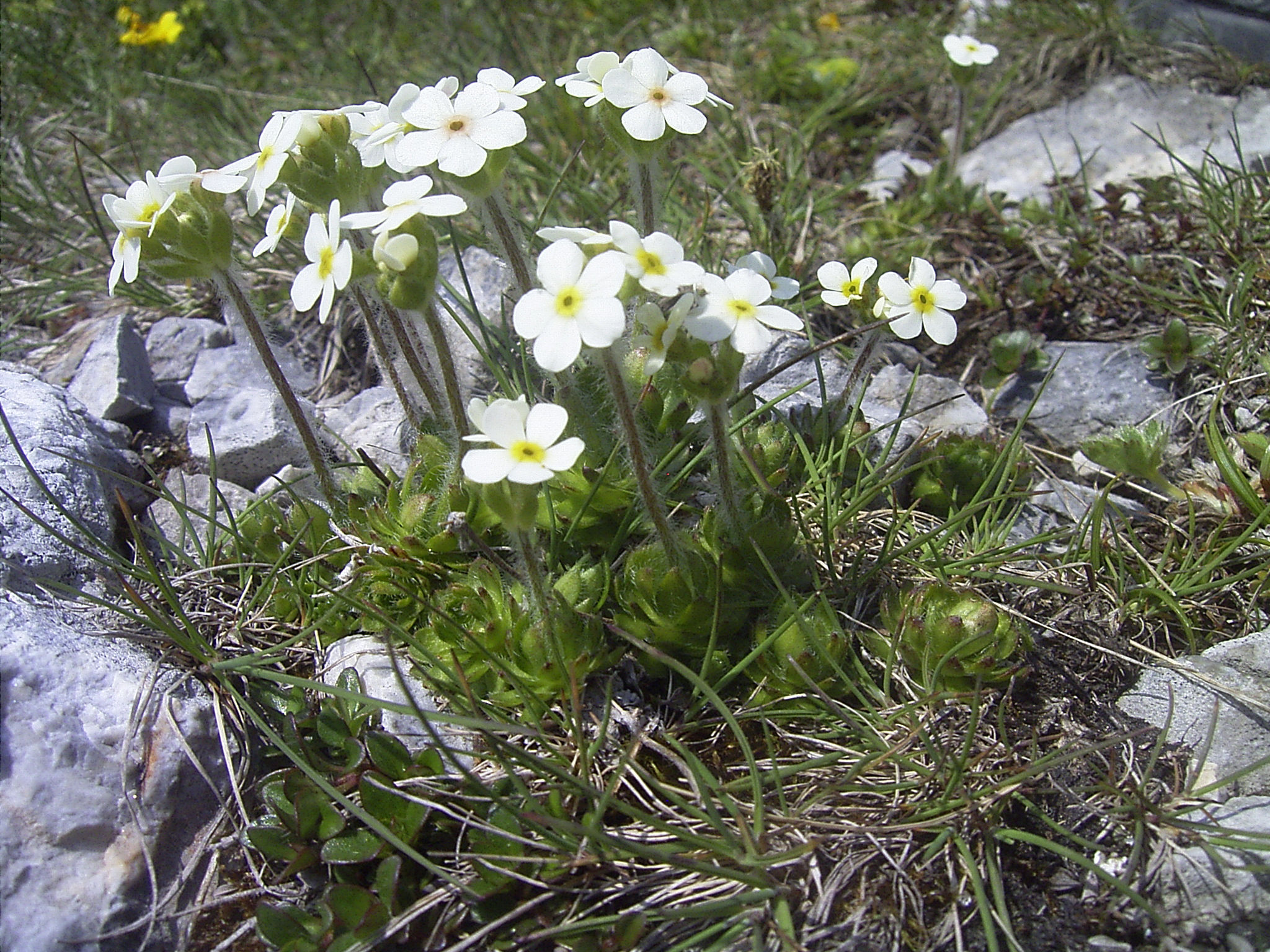
Androsace chamaejasme в Австрії

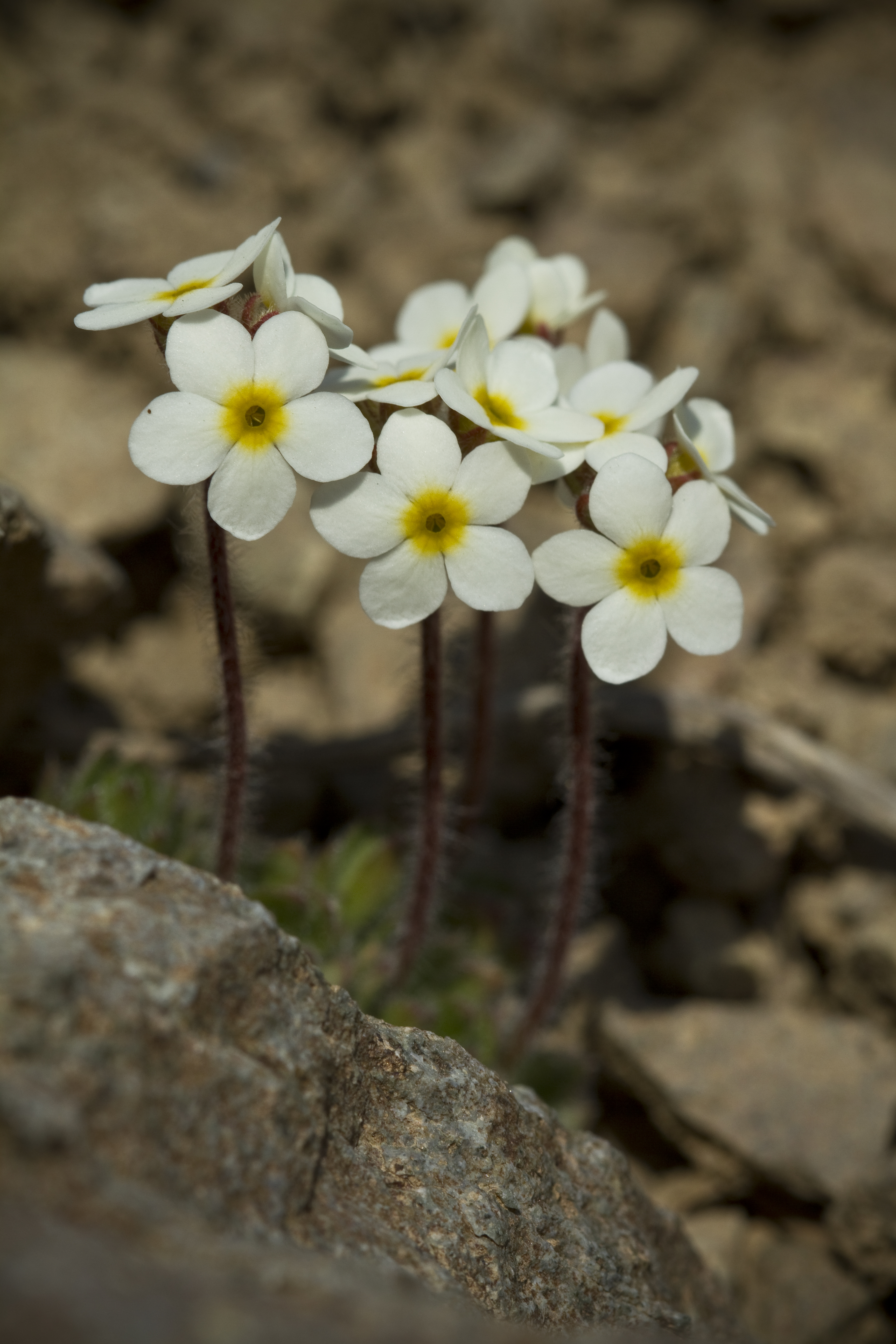
Androsace chamaejasme в національному парку Деналі, Аляска, США

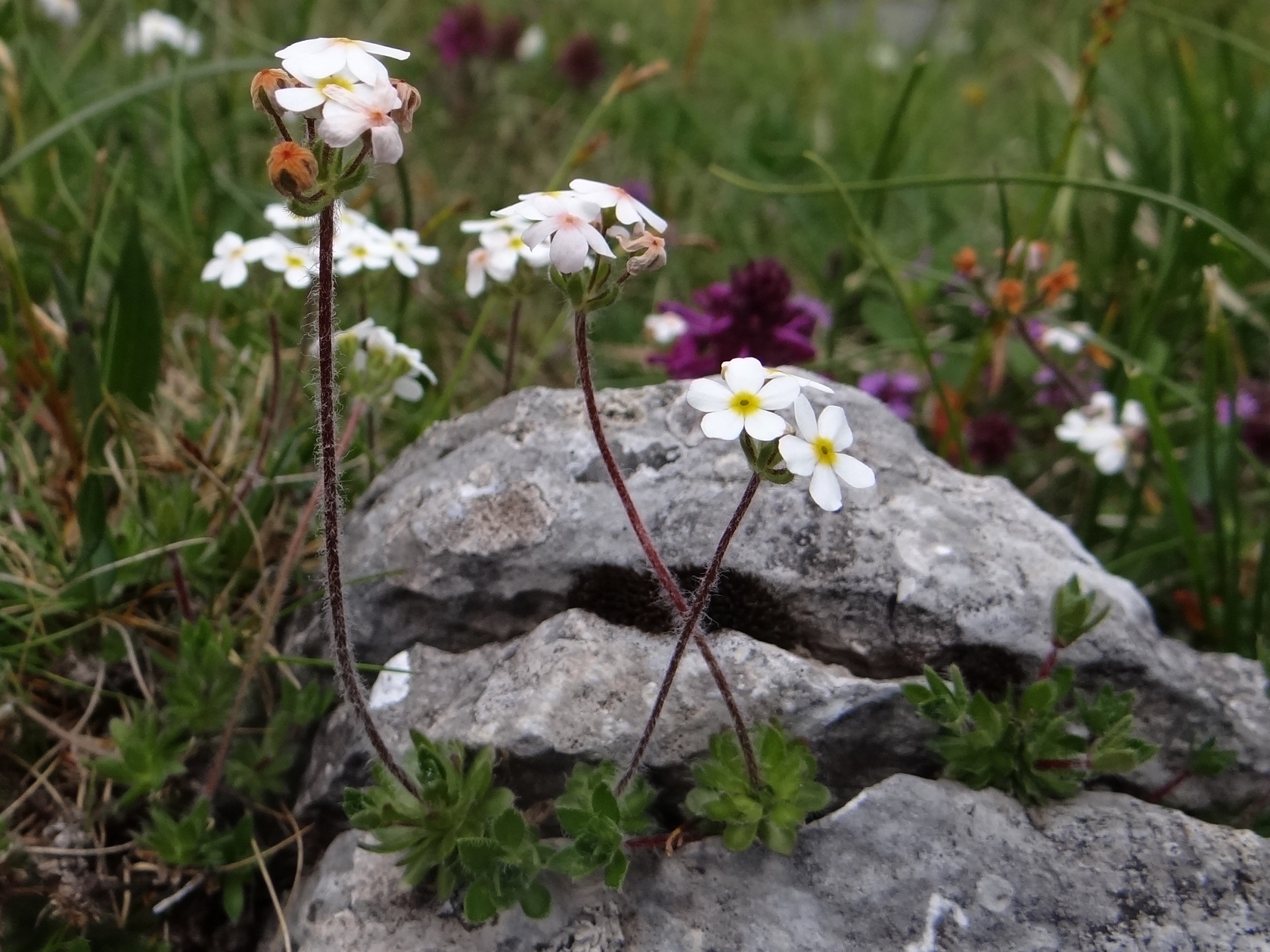
Androsace chamaejasme в Західних Татрах

Багаторічна трав'яниста столоноутворююча рослина від 3 до 15 см заввишки. Стебло виходить з густої прикореневих листових розеток. Листя подовжені, розмірами 1,5 см завдовжки і 0,2-0,4 см завширшки, залозисті. Зовнішні листки довгасто-оберненояйцеподібні, ширші і коротші, внутрішні — довгастоланцетні, всі листки поступово звужені в довгу і вузьку основу, гострувату або тупу, на верхівці загострені, по краю цільні, війчасті, світло-зелені, знизу з опуклою жилкою, з обох сторін розсіяно волосисті. Квітконоси прямостоячі, покриті більш-менш густими, білуватими, довгими волосками. Квітки 5-роздільні, трубчасті, зібрані по 2-8 штук на квітконіжках 0,2-0,4 см у верхівкові зонтикоподібні суцвіття. Чашечка розсіяно шовковистоволосиста, дзвоноподібна. Відгин віночка 0,6-1,2 см діаметром, з обернено-яйцеподібними частками, білий або рожевий, з жовтим, пізніше червоніючим очком біля основи зіва. 5-роздільні квітки трубчасті, чашечки дзвонові. Цвіте з кінця червня по кінець серпня. Морозостійкий до мінус 35 °C.

## Поширення
Поширений в Арктичній Європі і Азії, в областях із субконтинентальним кліматом, зустрічається в гірському, субальпійському і альпійському поясах, в горах Північної півкулі на висоті до 3000 м над рівнем моря. Деякі різновиди зустрічаються у Сибіру, Середній Азії, Китаї та Північній Америці.

## Екологія
В умовах Центральної Європи надає перевагу вапняним, доломітовим і мілонітовим субстратам, де включається головним чином в угруповання сеслерій, що виростають на осипах, скелях, в скельних ущелинах і т. ін. В Альпах проломник жасминоподібний вказується як характерний у супроводі сеслерій.

## Охоронні заходи
Проломник жасминоподібний поки ще не охороняється, але тим не менш потребує пильної уваги природоохоронних органів, тому що належить до рослин, що зустрічаються спорадично, майже рідко, в силу чого в деяких країнах віднесений до рідкісних таксонів, яким загрожує зникнення.

## Систематика
В деяких джерелах Androsace chamaejasme вказується як синонім Androsace bungeana Schischk. & Bobrov (укр. Проломник Бунге) або Androsace lehmanniana Spreng. (укр. Проломник Лемана).